# Einsteinove jednadžbe polja
Einsteinove jednadžbe polja sustav su tenzorskih parcijalnih diferencijalnih jednadžbi u općoj teoriji relativnosti koje opisuju dinamiku prostorvremena. Dane su sa:
{\displaystyle R_{\mu \nu }-{\tfrac {1}{2}}R\,g_{\mu \nu }+\Lambda g_{\mu \nu }={\frac {8\pi G}{c^{4}}}T_{\mu \nu }}
Pri čemu je {\displaystyle R_{\mu \nu }} Riccijev tenzor, {\displaystyle R} Riccijev skalar, {\displaystyle g_{\mu \nu }} metrički tenzor, {\displaystyle \Lambda } kozmološka konstanta, a {\displaystyle T_{\mu \nu }} tenzor energije-impulsa. Lijeva strana opisuje lokalnu geometriju prostorvremena, odnosno njegovu zakrivljenost, dok desna strana opisuje raspodjelu materije u prostorvremenu, odnosno gustoću energije, gustoću impulsa i tlakove.